# Kerstenci
Kerstenci (ukr. Керстенці) – wieś na Ukrainie, w obwodzie czerniowieckim, w rejonie dniestrzańskim, w hromadzie Nedobojiwci. W 2001 liczyła 1448 mieszkańców.